# パンダドラゴン
パンダドラゴン（PANDA DRAGON）は、日本のボーイズアイドルグループ。オーディションをきっかけに結成され、MeseMoa.（めせもあ。）の弟分グループとして活動している。略称「パラゴン」。所属事務所は株式会社DD。

## 概要

### 結成
- 2018年4月22日、パンダドラゴン結成。
- 2024年9月17日、メジャーデビュー。

### ライブ
- 2022年4月22日、Zepp Hanedaにて単独ライブ開催。[3]
- 2023年1月15日、中野サンプラザにて単独ライブ開催。[4]
- 2024年1月・3月・5〜8月、豊洲PITにて単独ライブ開催。[注 2][5]
- 2025年3月14日、日本武道館での単独ライブ開催。[6][7]
- 2026年1月17日、2回目の日本武道館での単独ライブ開催が決定している。[8]

### 記録
- オリコン週間シングルランキング第1位にシングル『マジ☆まじない』がランクインしている。[9]
- オリコンデイリーシングルランキング第1位にシングル3作がランクインしている。[注 3][10][11][12]

### 動画
TikTok
- シングル「パLIFE！パLIKE！パLOUGH！パLOVE！（読み：パラパラ）」を使用した全動画の再生回数が2億回[13]を突破している。また全動画の投稿本数は2万本[14][15][16]を超えている。
- 5thシングル収録曲「ダイスキ☆シンドローム」を使用した全動画の再生回数が合計3500万回[注 4]、7thシングル「万国みゅ〜じっく」が合計1500万回[注 5]を突破している。
- メジャーデビューシングル「ないとびふぉーあだんす」音源初公開動画の再生回数が単独で200万回[17]を突破している。

YouTube
- MV「パLIFE！パLIKE！パLOUGH！パLOVE！」の再生回数が350万回を突破している。[18][19]

踊ってみた
- ニコニコ動画・YouTubeでは「すーぱーぬこわーるど」[20][21][22]「ロールプレイングゲーム」[23]などの踊ってみた動画、TikTokではハロー!プロジェクトなどの踊ってみた動画[24][25][26][27][28][29]を公開している。

### コンセプト
- グループのコンセプトを「れぺぜん・かわいい・じゃぱん！」と説明することがある。[30]
- 和装[31]・チャイナ服[32]・キルト[33]・パイロット[34]・シェフ[35]・おもちゃ[36]など、コンセプトを立てた衣装を着用することが多い。[37]
- 一部の振付・衣装・グッズ・企画・セットリストはセルフプロデュースで行われている。
- 4thシングル「NEO TRAVELER」[38]は初のメンバー完全セルフプロデュース作品である（作詞作曲編曲：玉屋2060%／振付：気まぐれﾌﾟﾘﾝｽ）。
- メンバーの多くがMeseMoa.やハロー!プロジェクトなどのライブイベントに足を運んだ経験がある。[39]ファンの立場であった頃の気持ちと尊敬の気持ちを持ってアイドル活動できることがグループの強みである旨の発言をしている。[40][41][42]

## メンバー
| 名前                | メンバー カラー | 技         | ニックネーム | 身長 出身地 血液型 誕生日 | 趣味・特技             | 特記事項                             |
| ------------------- | --------------- | ---------- | ------------ | ------------------------- | ---------------------- | ------------------------------------ |
| たいが              | ライトブルー    | 表情拳     | たいがちゃん | 179cm                     | 振付                   | 日本テレビ『ダウンタウンDX』出演     |
| たいが              | ライトブルー    | 表情拳     | たいがちゃん | 群馬県                    | メイク                 | TBS『よるのブランチ』出演            |
| たいが              | ライトブルー    | 表情拳     | たいがちゃん | A                         | ポムポムプリン         | ベストオブサンリオ男子               |
| たいが              | ライトブルー    | 表情拳     | たいがちゃん | 10月17日                  | リアクションモンスター | 肩幅                                 |
| なぎ                | ピンク          | 純粋拳     | なぎちゃん   | 178cm                     | 漫画                   | ダンスユニット「パリパリ」所属       |
| なぎ                | ピンク          | 純粋拳     | なぎちゃん   | 千葉県                    | 恐竜                   | ジュノン・スーパーボーイ・コンテスト |
| なぎ                | ピンク          | 純粋拳     | なぎちゃん   | O                         | サバゲー               | Sound Horizon『Nein』出演            |
| なぎ                | ピンク          | 純粋拳     | なぎちゃん   | 2004年 7月14日            | 笑顔でいること         | 子ども                               |
| なるき              | ラベンダー      | 過剰可愛拳 | なるきくん   | 187.8cm                   | お散歩                 | テレビ東京『おはスタ』出演           |
| なるき              | ラベンダー      | 過剰可愛拳 | なるきくん   | 北海道                    | 北海道のおみやげ購入   | TBS『よるのブランチ』出演            |
| なるき              | ラベンダー      | 過剰可愛拳 | なるきくん   | O                         | ディズニー             | ミュージカル『Phantom Quest』出演    |
| なるき              | ラベンダー      | 過剰可愛拳 | なるきくん   | 8月19日                   | なるきカメラ           | メガネ                               |
| ぱっち              | レッド          | 関西拳     | ぱち         | たこ焼き50個分            | イラスト・デザイン     | 日本テレビ『ダウンタウンDX』出演     |
| ぱっち              | レッド          | 関西拳     | ぱち         | 大阪府                    | 衣装の監修             | TOKYO FM『Roomie Roomie!』出演       |
| ぱっち              | レッド          | 関西拳     | ぱち         | O                         | ハロプロ楽曲鑑賞       | 舞台『負けんな漫研!!!』出演          |
| ぱっち              | レッド          | 関西拳     | ぱち         | 1月9日                    | 英語                   | 関西弁                               |
| ようた （リーダー） | イエロー        | 御機嫌拳   | たみ         | 172cm                     | ようた食堂             | テレビ東京『おはスタ』出演           |
| ようた （リーダー） | イエロー        | 御機嫌拳   | たみ         | 埼玉県                    | ようた劇場             | FM FUJI『DDのDokiDokiラジオ!!』出演  |
| ようた （リーダー） | イエロー        | 御機嫌拳   | たみ         | B                         | 体育・ラジオ体操       | 教員免許                             |
| ようた （リーダー） | イエロー        | 御機嫌拳   | たみ         | 12月30日                  | ご飯のお供は牛乳       | ポンコツ                             |

※ファンネームは「ヴィーナス・ゼウス」。メンバー・ファン・スタッフ一同を総称して「チームパラゴン」と呼んでいる。
※各メンバー、自己紹介時に独自のコール＆レスポンスが存在する。

### 卒業メンバー
| 名前 | メンバー カラー | 技       | ニックネーム | 在籍期間                      | 身長 出身地 血液型 誕生日 | 特記事項                                 | SNS       |
| ---- | --------------- | -------- | ------------ | ----------------------------- | ------------------------- | ---------------------------------------- | --------- |
| あづ | グリーン        | 無緊張拳 | あーづー     | 2018年4月22日〜 2025年4月22日 | 177cm                     | 農業高校栄養学                           | Instagram |
| あづ | グリーン        | 無緊張拳 | あーづー     | 2018年4月22日〜 2025年4月22日 | 静岡県                    | ダンスユニット「もちもち」所属           | TikTok    |
| あづ | グリーン        | 無緊張拳 | あーづー     | 2018年4月22日〜 2025年4月22日 | AB                        | コントステージ『ミットナイト vol.1』出演 | Twitcast  |
| あづ | グリーン        | 無緊張拳 | あーづー     | 2018年4月22日〜 2025年4月22日 | 6月11日                   | 趣味：映画鑑賞・読書・お笑い             | X         |
| 祐矢 | ブルー          | 舞踊拳   | ゆうやプロ   | 2018年4月22日〜 2021年3月31日 | 180cm                     | フィギュアスケート歴11年                 | Instagram |
| 祐矢 | ブルー          | 舞踊拳   | ゆうやプロ   | 2018年4月22日〜 2021年3月31日 | 福島県                    | ダンス講師                               | TikTok    |
| 祐矢 | ブルー          | 舞踊拳   | ゆうやプロ   | 2018年4月22日〜 2021年3月31日 | B                         | ボカロP                                  | YouTube   |
| 祐矢 | ブルー          | 舞踊拳   | ゆうやプロ   | 2018年4月22日〜 2021年3月31日 | 8月4日                    | 趣味：ポケモン・ハロプロ楽曲鑑賞         | X         |

## グループ略歴

### 2017年
- 9月：アイドルユニットオーディション『株式会社DDプレゼンツ MeseMoa.ベイビーズ オーディション』募集開始。[73][注 21]

### 2018年
- 2月12日：『株式会社DDプレゼンツ MeseMoa.ベイビーズ オーディション FINAL』にて、874名の応募者の中からあづ・なぎ・なるき・ぱっち・祐矢・ようたの6名が合格。[注 22][注 23][注 24][注 25]
- 4月22日：DD研修生たいがを含めた7名で「パンダドラゴン」結成。[74][注 26]
- 4月25日：ニコニコ生放送『第1回 DD Channel生放送』にてグループの目標が新宿BLAZE公演であることを発表。
- 6月3日：初のライブ『パンダドラゴン&研修生イベント Vol.1』開催。[注 27]
- 8月23日：公式LINE BLOG開設。ブログ開設と同時に芸能人・有名人ブログ総合ランキング初登場第10位獲得。[75]
- 9月22日：1stシングル『恋してBAILA!』発売。同日、デビューイベントをお台場ヴィーナスフォート教会広場にて開催。[76]

### 2019年
- 1月22日：パンダドラゴンとして雑誌『JUNON』初登場。[77]
- 3月27日：1st写真集『PANDA DRAGON FIRST PHOTOBOOK 〜はじめてのしゃしんしゅう〜』（JUNON編集部）発売。
- 4月20日：1stアルバム『APRIL』発売。
- 4月：事務所の先輩グループ*ChocoLate Bomb!!との対バンツアー『ちょこぼちゃん vs パラゴンちゃん〜IDOL MIX WAR〜』開催。
- 4月22日：初の単独ライブ1周年イベント『新学期』開催。
- 7月31日：2ndシングル『VIVA! チャイナ』発売。渋谷〜原宿を広告ラッピングバスが走行。[78]
- 9月：1stツアー『はじめてのおつかい』開催。
- 11月：公式ファンクラブ『ZOO』開設。
- 11月7日：公式Twitterフォロワー登録者１万人突破。[79]
- 11月24日：『ジュノン・スーパーボーイ・コンテスト2019 最終選考会』ゲスト出演。[80]
- 12月14日：3rdシングル『あゝ雪月花』発売。発売記念イベントを東京ドームシティ ラクーアガーデンステージにて開催。[81]

### 2020年
- 1月：2ndツアー『授業参観』開催。
- 2月15日：『授業参観』ツアー最終日、グループ結成当初からの目標であった新宿BLAZE公演を開催。チケットはソールドアウト。
- 4月12日：『鬼滅の刃』コスプレでJO1「無限大（INFINITY）」踊ってみた動画にたいが・ぱっち参加。[82][注 28][注 29]
- 4月21・22日：2周年記念『パンダドラゴン24時間生放送』配信。[83]
- 7月4日：JOY SOUNDにて「VIVA! チャイナ」「キラリペダル」「恋してBAILA!」「あゝ雪月花」「Ring! Ding! Dong!」カラオケ配信。[注 30]
- 10月11日：2周年記念フリーライブ『パンダドラゴン2周年イベント』YouTubeにて生配信。[84]同日、グループ結成時からの目標が中野サンプラザ公演であることを発表。

### 2021年
- 1月29日：4thシングル『NEO TRAVELER』発売。YouTube公式チャンネルにてオンラインフリーライブ開催。
- 1月29日：公式TikTok開設。[85]
- 3月：4週連続ライブ『Cherish memories』開催。
- 3月16日：『NEO TRAVELER』発売記念イベントを池袋サンシャインシティ噴水広場にて開催。[86]
- 3月19日：1stライブDVD『授業参観 @SHINJUKU BLAZE』発売。
- 3月26日：2ndアルバム『MARCH』発売。
- 3月31日：『Cherish memories 祐矢 卒業SP「青春」〜青の記憶 春の思い出〜』Zepp Tokyo公演にて祐矢がパンダドラゴンから卒業。チケットはソールドアウト。[87]
- 4月22日：3周年記念イベント開催。
- 6月：3rdツアー『ぱらごんといっしょ』開催。
- 9月10日：5thシングル『サファリズム DE ね〜しょん！！』発売。発売記念イベントを池袋サンシャインシティ噴水広場にて開催。
- 9月23日：踊ってみたイベント『ダンマスワールド3』出演。[注 31][注 32]
- 10月21日：初のホールワンマンライブ『サン＆ムーン「サン」』開催。[88]
- 11月20日：パンダドラゴン×サンリオピューロランド『KAWAII探検隊〜！ 〜おやつはプリン DE ねーしょん！！〜』開催。ポムポムプリンとの共演を果たしている。[89][90]
- 12月24日：TikTokにて「ダイスキ☆シンドローム1.5倍速ver.（6人）」動画公開。[91]

### 2022年
- 1月2日：2021年までにリリースした全作品（シングル5枚・アルバム2枚）のサブスク配信が開始。[注 33]
- 1月9日：全国Zeppツアー『Hop Step Zeeeeeepp!!』開始。ツアー特設サイト開設。[92][注 34]
- 2月16日：6thシングル『決戦！ヴァレンティーノ』発売。発売記念イベントを池袋サンシャインシティ噴水広場にて開催。
- 4月22日：4周年記念ライブ『Hop Step Zeeeeeepp!! ツアーファイナル公演』をZepp Hanedaにて開催。チケットはソールドアウト。[3]
- 5月16日：パンダドラゴン×スイーツパラダイスコラボカフェがSoLaDo原宿店にて約１ヶ月半開催。[注 35]
- 6月30日：7thシングル『万国みゅ〜じっく』発売。発売記念イベントを池袋サンシャインシティ噴水広場にて開催。
- 8月9日：全国47都道府県ツアー『#パラゴン拡散希望』開始。[93][94][95][注 36]
- 11月26日：公式Instagram開設。

### 2023年
- 1月15日：全国47都道府県ツアー『#パラゴン拡散希望』ツアー最終日、グループ結成当初からの目標であった中野サンプラザ公演を開催。チケットはソールドアウト。[96]同日、グループの新たな目標がパシフィコ横浜公演であることを発表。
- 1月15日：パンダドラゴン弟分グループオーディション開催。同年5月「ナナクロニクル」結成。[注 37][97][98]
- 2月4・5日：初の海外イベント『第8回ジャパンエキスポタイランド in バンコク』出演。[99]
- 2月20日：3rdアルバム『FEBRUARY』発売。発売記念イベントを池袋サンシャインシティ噴水広場にて開催。
- 3月10日：公式アメーバブログ開設。開設から1ヶ月後、アイドル部門ランキング第3位を獲得。[100][101]
- 3月26日：1st ホールツアー『THE PARAGON KITCHEN』開始。
- 4月22日：5周年記念ライブ『THE PARAGON KITCHEN ツアーファイナル公演』をパルテノン多摩にて開催。チケットはソールドアウト。[102]
- 4月28日：2nd写真集『PANDA DRAGON SECOND PHOTOBOOK 〜2回目のしゃしんしゅう〜』（JUNON編集部）発売。[103]
- 7月14日：8thシングル『愉快痛快！ホアロハ！』発売。発売記念イベントを池袋サンシャインシティ噴水広場にて開催。
- 8月30日：3rdアルバム収録曲「パLIFE！パLIKE！パLOUGH！パLOVE！」MV公開。[18]
- 9月16日：『サマ・パラ2023〜ワンマンライブ編〜』 をヒューリックホール東京にて開催。チケットはソールドアウト。
- 10月20日：両A面9thシングル『Crack／パLIFE！パLIKE！パLOUGH！パLOVE！』発売。発売記念イベントを池袋サンシャインシティ噴水広場にて開催。[104]
- 11月21日：ライブハウスツアー2023『おもちゃばこ』開始。
- 12月11日：月9ドラマ『ONE DAY〜聖夜のから騒ぎ〜』にてドラマ初出演。
- 12月26日：両A面9thシングル『Crack／パLIFE！パLIKE！パLOUGH！パLOVE！＜全国流通盤＞』発売。発売記念イベントをダイバーシティ東京フェスティバル広場にて開催。オリコンデイリーチャート第3位。[105][106][注 38]

### 2024年
- 1月1日：初の音楽番組『CDTVライブ！ライブ！年越しスペシャル！2023→2024』出演。[107]
- 1月17日：ライブハウスツアー2023『おもちゃばこ』追加公演を豊洲PITにて開催。チケットはソールドアウト。[108]
- 3月20日：初のファッションイベント『関西コレクション2024 S/S』出演。[109][110]
- 3月25日：豊洲PIT連続公演[111]『パンダドラゴン ウルトラリバイバルツアー「カウントダウン」〜#パラゴン拡散希望〜』開始。
- 4月2日：リアルアイドルプロジェクトコラボレーション企画シングル『トキメキ UNITED＜パンダドラゴン盤＞』発売。
- 4月22日：6周年記念ライブ『れぺぜん・かわいい・じゃぱん！』を大田区民ホールにて開催。チケットはソールドアウト。
- 4月30日：10thシングル『じゃぱかわんだほ〜』発売。発売記念イベントを埼玉イオンレイクタウンmoriにて開催。オリコンデイリーチャート第1位。
- 7月14日：なぎ20歳記念『パンダドラゴン なぎ聖誕祭2024〜なぎちゃん大人への一歩コンサート〜』を品川ステラボールにて開催。
- 9月17日：メジャーデビューシングル『ないとびふぉーあだんす / パLIFE！パLIKE！パLOUGH！パLOVE！』発売。発売記念イベントを池袋サンシャインシティ噴水広場にて開催。オリコンデイリーチャート第1位。
- 10月13日：ホールツアー2024『パラゴン学園 スター☆ロード』開始。
- 10月22日：『ディグ・ニュー・アイコン・アワード2024』にて「ニュートレンド賞」受賞。[112]
- 12月6日：初の冠番組『がんばれ！やったれ！パンダドラゴン！』放送開始。[113]
- 12月31日：初のカウントダウンコンサート『パラゴン学園 スター☆ロード』カウントダウンプロムパーティをNHK大阪ホールにて開催。

### 2025年
- 1月29日：日本武道館公演をPRする渋谷109シリンダー広告掲示。[114]
- 2月10日：4thアルバム『パラゴン学園 スター☆ロード』発売。発売記念イベントを大阪セブンパーク天美にて開催。
- 2月25日：4thアルバム『パラゴン学園 スター☆ロード＜全国流通盤＞』発売。[115]
- 2月25日：パンダドラゴン×ウェンディーズ・ ファーストキッチンコラボキャンペーンを約1ヶ月開催。キャンペーン開始直後に特典グッズが欠品し追加製造している。[116][117]
- 3月14日：日本武道館公演『あいどるおぶぽっぷ!!!!!!』開催。チケットはソールドアウト。[118][119]
- 4月22日：パシフィコ横浜【第1部】あづプロデュース卒業公演『きっとずっと同じ空の下』にてあづがパンダドラゴンから卒業。
- 4月22日：パシフィコ横浜【第2部】7周年記念イベント『コングラッチュ!!』開催。
- 4月23日：ユニバーサルミュージック移籍第1弾シングル『マジ☆まじない』から表題曲「マジ☆まじない」がデジタル先行配信リリース。[120]
- 4月27日：大阪・関西万博『Japan Expo Paris in Osaka 2025』出演。[121]
- 5月3日：LIVE Blu-ray『日本武道館公演 あいどるおぶぽっぷ!!!!!!』発売。
- 5月18日：1stファンクラブツアー『ヴィーナス・ゼウス♡大感謝祭～いつもありがとう～』開始。
- 7月16日：12thシングル『マジ☆まじない』の発売。発売記念イベントを歌舞伎町タワーSTAGEにて開催。[122]オリコン週間シングルランキング第1位。
- 7月19日：ホールツアー2025『パラゴンなつまちゅり ゴンアゲ！PANDA☆DISCO』開始。
- 8月24日：初の主催フェス『パLOVE♡フェス@東京国際フォーラム』が決定している。[123]

## 作品

### DVD
| No.        | タイトル                                    | 発売日                               | 仕様       | 備考                                                                        |
| 自社制作盤 | 自社制作盤                                  | 自社制作盤                           | 自社制作盤 | 自社制作盤                                                                  |
| ---------- | ------------------------------------------- | ------------------------------------ | ---------- | --------------------------------------------------------------------------- |
| 1          | 2nd単独ツアー〜授業参観〜@SHINJUKU BLAZE    | 2021年3月19日                        | DVD        | 2nd単独ツアー最終日、新宿BLAZE公演の模様を収録（2020年2月15日）             |
| 2          | Hop Step Zeeeeeepp!!ファイナル @Zepp Haneda | 2024年11月19日予約受付（FC限定発売） | Blu-ray    | 全国Zeppツアー最終日、Zepp Haneda公演の模様を収録（2022年4月22日）          |
| 3          | #パラゴン拡散希望ファイナル @中野サンプラザ | 2024年11月19日予約受付（FC限定発売） | Blu-ray    | 全国47都道府県ツアー最終日、中野サンプラザ公演の模様を収録（2023年1月15日） |
| rock field |                                             |                                      |            |                                                                             |
| 4          | 日本武道館公演 あいどるおぶぽっぷ!!!!!!     | 2025年5月2日                         | Blu-ray    | 日本武道館公演の模様を収録（2025年3月14日）                                 |

### タイアップ
| タイトル               | タイアップ                                                                                         |
| ---------------------- | -------------------------------------------------------------------------------------------------- |
| VIVA! チャイナ         | テレビ埼玉『HOT WAVE 熱波』2019年9月度エンディングテーマ                                           |
| じゃぱかわんだほ〜     | 日本テレビ『バズリズム02』2024年5月オープニングテーマ tvk『関内デビル』2024年5月エンディングテーマ |
| 天使に花束を           | TikTok発オーディション番組『DIGVII AUDITION』主題歌                                                |
| ないとびふぉーあだんす | テレビ東京アニメ『ニンジャラ』エンディングテーマ                                                   |
| マジ⭐︎まじない         | 日本テレビ『夜バゲット』2025年7月度エンディングテーマ                                              |

### 写真集
| No. | タイトル                                                  | 撮影     | 発売日        | 発行                        | 備考                              |
| --- | --------------------------------------------------------- | -------- | ------------- | --------------------------- | --------------------------------- |
| 1   | PANDA DRAGON FIRST PHOTOBOOK 〜はじめてのしゃしんしゅう〜 | 飯岡拓也 | 2019年3月27日 | JUNON編集部（主婦と生活社） | オリコン週間写真集ランキング第8位 |
| 1   | PANDA DRAGON FIRST PHOTOBOOK 〜はじめてのしゃしんしゅう〜 | 飯岡拓也 | 2019年3月27日 | JUNON編集部（主婦と生活社） | 電子版は特典カット29ページ増量    |
| 2   | PANDA DRAGON SECOND PHOTOBOOK 〜2回目のしゃしんしゅう〜   | 飯岡拓也 | 2023年4月28日 | JUNON編集部（主婦と生活社） | 撮影地：タイ・中野サンプラザ・他  |
| 2   | PANDA DRAGON SECOND PHOTOBOOK 〜2回目のしゃしんしゅう〜   | 飯岡拓也 | 2023年4月28日 | JUNON編集部（主婦と生活社） | 電子版はアザーカット11枚増量      |

## 出演

### テレビレギュラー番組
- がんばれ！やったれ！パンダドラゴン！（2024年 - 2025年、TOKYO MX）[145][注 47][注 48]

### テレビ
- HOT WAVE 熱波（2019年8月22日、テレビ埼玉）[146]
- 全力アピールアダムシアター（2023年3月20日・21日、TBS）[2][40]
- 全力アピールアダムシアター ご褒美スペシャル3（2023年6月26日、TBS）
- よるのブランチ（2023年12月20日、2024年2月14日〈たいが・なるき〉、TBS）[147]
- 関内エビル（2023年12月22日〈ようた〉、2024年5月3日〈ぱっち〉、TVK）
- おはスタ（2024年3月12日、テレビ東京） - なるき・ようた[148]
- 13分のステージ（2024年4月26日、TVK）
- 関内デビル（2024年5月3日、2025年7月1日、TVK）
- ダウンタウンDX（2024年10月10日、日本テレビ） - たいが・ぱっち
- 日曜はカラフル2 天使篇（2025年2月2日、TOKYO MX）
- 高見沢俊彦の美味しい音楽 美しいメシ（2025年2月21日、BS朝日） - たいが・なるき・ぱっち[149]
- 夜バゲット（2025年7月5日、日本テレビ） - ぱっち・ようた

### 音楽番組
- CDTVライブ！ライブ！年越しスペシャル！2023→2024（2024年1月1日、TBS）
- TOKYO リアルアイドルプロジェクト（2024年1月6日、TOKYO MX）
- バズリズム02（2024年2月9日・3月22日〈なるき〉、2024年5月10日、2025年6月21日、日本テレビ）
- ニュージェネ！（2024年3月1日、NHK）
- プレミアMelodiX!（2024年5月6日、テレビ東京）
- JOYNT POPS（2024年10月16日、NHK）
- PLAYLIST（2025年5月28日、2025年6月25日、2025年7月23日、TBS）

### テレビドラマ
- ONE DAY〜聖夜のから騒ぎ〜 第10話（2023年12月11日、フジテレビ） - パンダドラゴン（本人） 役

### WEB番組
- #コンパスエンジョイ部（2020年 - 2022年、ニコニコ生放送） - なぎ
- 踊ってみた THE NEXT WORLD（2021 - 2022年、ニコニコ生放送）
- バーチャル冒険王 全国”推しドル”グランプリ！（2023年、XR World）
- ななにー 地下ABEMA（2024年5月27日、ABEMA）[150]
- DIGVII AUDITION（2024年、TikTok） - なるき

### ラジオ
- ぜあらる。のお雑談RADIO Returns！（2018年 - 2021年、FM-FUJI） - ようた ※サブパーソナリティ（レギュラー出演）
- DDのDokiDokiラジオ!!（2021年 - 2023年、FM-FUJI） - ようた ※パーソナリティ（レギュラー出演）
- NON STYLE井上の渋谷ジャック（2019年9月15日、渋谷クロスFM）[151]
- K-mix Wiz.（2022年3月23日〈あづ・なるき〉・5月25日〈あづ・たいが〉、K-mix）
- Life with…（2022年5月18日〈あづ・ぱっち〉、2023年11月13日〈あづ〉、FMHaro!）
- Roomie Roomie!（2023年11月7日〈なるき・ぱっち〉、2024年3月13日〈ぱっち〉[152]、TOKYO FM）
- M!LK吉田仁人のレコメン！（2025年4月24日〈なるき・ぱっち・ようた〉、文化放送）

### 雑誌
- JUNON[注 49]
- BOYS FILE（2021年） - ようた
- モデルプレスカウントダウンマガジン（2024年）
- S Cawaii![注 50]
- DIGVII（2024年）
- カーセンサー（2025年） - たいが
- TVガイド（2025年）
- S Cawaii! ME（2025年）[153]

### 舞台・ミュージカル
- ミュージカル『Phantom Quest』（HYタウンホール：2020年11月5日 - 15日） - あづ・なぎ・なるき・ぱっち・ようた
- 舞台『赤毛のアン』（シアター代官山：2021年8月20日 - 29日） - あづ[154]
- コントステージ『ミットナイト vol.1』（新宿Sparkle：2021年10月9日 - 10日） - あづ・なるき[155]
- 舞台『負けんな漫研!!!』（草月ホール：2024年4月18日 - 20日） - ぱっち[156]

### 広告
- 『LINE LIVE』（2020年9月度公式モデル） - たいが

### DVD
- MeseMoa.『平成パラダイムチェンジ』特別盤DVD「DDグループ対抗駅伝大会」（2019年4月26日）
- MeseMoa.『MeseMoa. VS DANGEROUS ANGELS ドッジボール対決』FC特典Blu-ray（2022年8月）出演：ぱっこ[注 51]

## ライブ

### 単独ライブ
| 2018年   | 2018年                                                         | 2018年                       | 2018年 | 2018年                         |
| 公演日   | 公演名                                                         | 会場                         | 公演数 | 備考                           |
| -------- | -------------------------------------------------------------- | ---------------------------- | ------ | ------------------------------ |
| 4月22日  | MeseMoa.Babies（仮）正式名称＆担当カラー発表！お披露目イベント | 東京：TIAT SKY HALL          | 1回    | パンダドラゴン結成             |
| 6月3日   | パンダドラゴン＆研修生 定期イベント                            | 神奈川：川崎セルビアンナイト | 2回    | 出演：パンダドラゴン／DD研修生 |
| 8月18日  | パンダドラゴン＆研修生 定期イベント                            | 神奈川：川崎セルビアンナイト | 2回    | 出演：パンダドラゴン／DD研修生 |
| 10月13日 | パンダドラゴン＆研修生 定期イベント                            | 神奈川：川崎セルビアンナイト | 2回    | 出演：パンダドラゴン／DD研修生 |
| 12月1日  | パンダドラゴン＆研修生 定期イベント                            | 東京：表参道GROUND           | 2回    | 出演：パンダドラゴン／DD研修生 |

| 2019年      | 2019年                                             | 2019年                         | 2019年 | 2019年                                                 |
| 公演日      | 公演名                                             | 会場                           | 公演数 | 備考                                                   |
| ----------- | -------------------------------------------------- | ------------------------------ | ------ | ------------------------------------------------------ |
| 4月20〜21日 | ちょこぼちゃんvsパラゴンちゃん 〜IDOL MIX WAR〜    | 神奈川：横浜ランドマークホール | 2回    | 出演：*ChocoLate Bomb!!／パンダドラゴン／*Choco Baby!! |
| 4月22日     | パンダドラゴン1周年記念イベント 〜新学期〜         | 東京：初台The DOORS            | 1回    | 初の単独ライブイベント                                 |
| 4月28日     | ちょこぼちゃんvsパラゴンちゃん 〜IDOL MIX WAR〜    | 栃木：HEAVEN’S ROCK宇都宮VJ-2  | 2回    | 出演：*ChocoLate Bomb!!／パンダドラゴン／*Choco Baby!! |
| 4月29日     | ちょこぼちゃんvsパラゴンちゃん 〜IDOL MIX WAR〜    | 群馬：高崎club FLEEZ           | 2回    | 出演：*ChocoLate Bomb!!／パンダドラゴン／*Choco Baby!! |
| 5月2〜3日   | ちょこぼちゃんvsパラゴンちゃん 〜IDOL MIX WAR〜    | 大阪：amHALL                   | 2回    | 出演：*ChocoLate Bomb!!／パンダドラゴン／*Choco Baby!! |
| 5月5〜6日   | ちょこぼちゃんvsパラゴンちゃん 〜IDOL MIX WAR〜    | 京都：FANJ                     | 2回    | 出演：*ChocoLate Bomb!!／パンダドラゴン／*Choco Baby!! |
| 5月11日     | ちょこぼちゃんvsパラゴンちゃん 〜IDOL MIX WAR〜    | 愛知：SPADE BOX                | 2回    | 出演：*ChocoLate Bomb!!／パンダドラゴン／*Choco Baby!! |
| 5月18日     | ちょこぼちゃんvsパラゴンちゃん 〜IDOL MIX WAR〜    | 東京：新宿ReNY                 | 2回    | 出演：*ChocoLate Bomb!!／パンダドラゴン／*Choco Baby!! |
| 6月1〜2日   | ちょこぼちゃんvsパラゴンちゃん 〜IDOL MIX WAR〜    | 東京：大田区民プラザ 大ホール  | 2回    | 出演：*ChocoLate Bomb!!／パンダドラゴン／*Choco Baby!! |
| 9月7日      | パンダドラゴン1st単独ツアー 〜はじめてのおつかい〜 | 大阪：RUIDO                    | 2回    | 初の単独ライブツアー                                   |
| 9月21日     | パンダドラゴン1st単独ツアー 〜はじめてのおつかい〜 | 東京：赤羽ReNY alpha           | 2回    | 初の単独ライブツアー                                   |
| 9月23日     | パンダドラゴン1st単独ツアー 〜はじめてのおつかい〜 | 愛知：HOLIDAY NEXT NAGOYA      | 2回    | 初の単独ライブツアー                                   |

| 2020年      | 2020年 | 2020年                                | 2020年                        | 2020年                                                                                     |
| 公演日      | 公演名 | 会場                                  | 公演数                        | 備考                                                                                       |
| ----------- | --- | ------------------------------------- | ----------------------------- | ------------------------------------------------------------------------------------------ |
| 1月12日     | パンダドラゴン2nd単独ツアー 〜授業参観〜                                                                                    | 埼玉：HEAVEN’S ROCKさいたま新都心VJ-3 | 2回                           | 全国ツアー                                                                                 |
| 1月18〜19日 | パンダドラゴン2nd単独ツアー 〜授業参観〜                                                                                    | 愛知：伏見JAMMIN                      | 2回                           | 全国ツアー                                                                                 |
| 1月23日     | パンダドラゴン ぱっち聖誕祭2020                                                                                             | 東京：カルチャーカルチャー            | 1回                           | 出演：ぱっち with パンダドラゴン                                                           |
| 1月26日     | パンダドラゴン2nd単独ツアー 〜授業参観〜                                                                                    | 福岡：DRUM Be-1                       | 2回                           | 全国ツアー                                                                                 |
| 2月1〜2日   | パンダドラゴン2nd単独ツアー 〜授業参観〜                                                                                    | 大阪：RUIDO                           | 2回                           | 全国ツアー                                                                                 |
| 2月8日      | パンダドラゴン2nd単独ツアー 〜授業参観〜                                                                                    | 千葉：柏PALOOZA                       | 2回                           | 全国ツアー                                                                                 |
| 2月11日     | パンダドラゴン2nd単独ツアー 〜授業参観〜                                                                                    | 宮城：仙台 Darwin                     | 2回                           | 全国ツアー                                                                                 |
| 2月15日     | パンダドラゴン2nd単独ツアー 〜授業参観〜                                                                                    | 東京：新宿BLAZE                       | 2回                           | ツアーファイナル スペシャル公演                                                            |
| 5月23〜30日 | パンダドラゴン ソロライブ                                                                                                   | 東京：平和島HY TOWN HALL              | 1回（★）                      | 出演：ぱっち（23日） ようた・祐矢（24日） なるき（27日） あづ（28日） なぎ・たいが（30日） |
| 6月21日     | パンダドラゴン ペアライブ                                                                                                   | 東京：平和島HY TOWN HALL              | 1回（★）                      | 出演：あづ＆なぎ                                                                           |
| 6月21日     | パンダドラゴン ペアライブ                                                                                                   | 東京：平和島HY TOWN HALL              | 1回（★）                      | 出演：ぱっち＆ようた                                                                       |
| 6月24日     | パンダドラゴン ペアライブ                                                                                                   | 東京：平和島HY TOWN HALL              | 1回（★）                      | 出演：祐矢＆たいが                                                                         |
| 7月1日      | パンダドラゴン ペアライブ                                                                                                   | 東京：平和島HY TOWN HALL              | 1回（★）                      | 出演：あづ＆なるき                                                                         |
| 7月11〜23日 | DD劇場公演 パンダドラゴンの巻                                                                                               | 東京：平和島HY TOWN HALL              | 3回（★）                      | あゝ恋しチャイナ！公演                                                                     |
| 7月12〜16日 | DD劇場公演 パンダドラゴンの巻                                                                                               | 東京：平和島HY TOWN HALL              | 2回（★）                      | APRIL公演                                                                                  |
| 7月24日     | DDセレクトペアライブ | 東京：平和島HY TOWN HALL              | 1回（★）                      | 出演：気まぐれﾌﾟﾘﾝｽ（MeseMoa.）＆ぱっち                                                    |
| 7月31日     | DDセレクトペアライブ | 東京：平和島HY TOWN HALL              | 1回（★）                      | 出演：ノックソ（MeseMoa.）＆あづ                                                           |
| 8月1日      | DDセレクトペアライブ | 東京：平和島HY TOWN HALL              | 1回（★）                      | 出演：フォーゲル（MeseMoa.）＆ようた                                                       |
| 8月22日     | DDセレクトペアライブ | 東京：平和島HY TOWN HALL              | 1回（★）                      | 出演：とみー（cosmic!!）＆ようた                                                           |
| 8月15・29日 | 画面の向こうもお祭り騒ぎ！！サマーパラゴン2020 〜ヴィーナス・ゼウスプロデューサー よろしくお願いします〜 略してサマパラ     | 東京：平和島HY TOWN HALL              | 前編：1回（★） 後編：1回（★） | 前編はフリーライブ                                                                         |
| 9月12日     | DDソロガチャ祭り! パンダドラゴンの巻                                                                                        | 東京：平和島HY TOWN HALL              | 1回（★）                      |                                                                                            |
| 10月3日     | DDセレクトペアライブ | 東京：平和島HY TOWN HALL              | 1回（★）                      | 出演：白服（MeseMoa.）＆なるき                                                             |
| 10月3日     | DDセレクトペアライブ | 東京：平和島HY TOWN HALL              | 1回（★）                      | 出演：フォーゲル（MeseMoa.）＆なぎ                                                         |
| 10月11日    | パンダドラゴン2周年記念イベント                                                                                             | 東京：平和島HY TOWN HALL              | 1回                           | YouTubeライブ生配信 ・ライブアーカイブ映像 ・ライブ振り返りトーク                          |
| 10月31日    | DDセレクトペアライブ | 東京：平和島HY TOWN HALL              | 1回（★）                      | 出演：たっくん（*ChocoLate Bomb!!）＆祐矢                                                  |
| 12月6日     | ゲレンデがとけるほどパラしたいフユパラゴン2020年忘れ大くじ引き祭り〜セットリスト全曲、当日抽選しちゃいます〜 略してフユパラ | 東京：平和島HY TOWN HALL              | 1回                           |                                                                                            |
| 12月26日    | パンダドラゴン クリスマスイベント                                                                                           | 東京：平和島HY TOWN HALL              | 1回                           |                                                                                            |

| 2021年     | 2021年                                                                                                  | 2021年                          | 2021年   | 2021年                                                               |
| 公演日     | 公演名                                                                                                  | 会場                            | 公演数   | 備考                                                                 |
| ---------- | --- | ------------------------------- | -------- | -------------------------------------------------------------------- |
| 1月11日    | できないなら作ればいいじゃない！ぱっちセルフ聖誕祭2021 〜ぜんぶひとりでできるもん〜                     | 東京：都内某所                  | 1回（★） | 出演・企画・配信・曲出し・ステージの飾り付け：ぱっち（フリーライブ） |
| 2月13日    | パンダドラゴンバレンタインイベント2021 〜ラブリーキューティーパンダちゃん〜                             | 東京：平和島HY TOWN HALL        | 1回      | バレンタインイベント                                                 |
| 3月5〜26日 | 2nd ALBUM『MARCH』発売記念連続イベント 〜Cherish memories〜                                             | 東京：平和島HY TOWN HALL        | 1回      | 5日・12日・19日・26日（全4回）                                       |
| 3月14日    | パンダドラゴンホワイトデーイベント2021 〜クールハンサムドラゴンくん〜                                   | 東京：平和島HY TOWN HALL        | 1回      | ホワイトデーイベント                                                 |
| 3月31日    | Cherish memories 祐矢 卒業SP「青春」〜青の記憶 春の思い出〜                                             | 東京：Zepp Tokyo                | 1回      | 祐矢卒業ライブ                                                       |
| 4月22日    | パンダドラゴン 3周年記念イベント                                                                        | 神奈川：横浜YTJホール           | 1回      |                                                                      |
| 6月12日    | パンダドラゴン あづ聖誕祭                                                                               | 神奈川：横浜YTJホール           | 1回      | 出演：あづ with パンダドラゴン                                       |
| 6月27日    | パンダドラゴン 東広阪ツアー 〜ぱらごんといっしょ〜                                                      | 広島：LIVE VANQUISH             | 1回      | 単独ライブツアー                                                     |
| 7月3日     | パンダドラゴン 東広阪ツアー 〜ぱらごんといっしょ〜                                                      | 大阪：梅田Shangri-La            | 1回      | 単独ライブツアー                                                     |
| 7月4日     | パンダドラゴン 東広阪ツアー 〜ぱらごんといっしょ〜                                                      | 東京：新宿ReNY                  | 1回      | 単独ライブツアー                                                     |
| 7月11日    | パンダドラゴン なぎ聖誕祭                                                                               | 神奈川：横浜YTJホール           | 1回      | 出演：なぎ with パンダドラゴン                                       |
| 8月15日    | パンダドラゴン なるき聖誕祭                                                                             | 東京：SHIBUYA PLEASURE PLEASURE | 1回      | 出演：なるき with パンダドラゴン                                     |
| 8月20日    | 5人だろうとお祭り騒ぎ！ サマーパラゴン2021 あづプロデューサーよろしくお願いします！！〜略してサマパラ〜 | 東京：SHIBUYA PLEASURE PLEASURE | 1回      | あづは舞台出演のため欠席                                             |
| 10月21日   | パンダドラゴン ホールワンマンライブ 〜サン＆ムーン〜「サン」                                            | 東京：大田区民ホール            | 1回      | 初のホールワンマンライブ                                             |
| 10月24日   | パンダドラゴン たいが聖誕祭                                                                             | 神奈川：横浜YTJホール           | 1回      | 出演：たいが with パンダドラゴン                                     |
| 10月30日   | パンダドラゴン ハロウィンイベント                                                                       | 東京：SHIBUYA PLEASURE PLEASURE | 1回      | ハロウィンイベント                                                   |
| 11月20日   | パンダドラゴン×サンリオピューロランド『KAWAII探検隊〜！〜おやつはプリン DE ねーしょん！！〜』           | 東京：サンリオピューロランド    | 1回      | 特別出演：ポムポムプリン                                             |
| 12月30日   | パンダドラゴン ようた聖誕祭                                                                             | 神奈川：横浜YTJホール           | 1回      | 出演：ようた with パンダドラゴン                                     |

| 2022年      | 2022年                                                   | 2022年 | 2022年   | 2022年                                                                            |
| 公演日      | 公演名                                                   | 会場 | 公演数   | 備考                                                                              |
| ----------- | -------------------------------------------------------- | --- | -------- | --------------------------------------------------------------------------------- |
| 1月5日      | DDお正月ライブ2022                                       | 東京：DD LIVE CAFE cosmic!! | 1回（★） | 配信限定ライブ                                                                    |
| 1月9日      | パンダドラゴン Zeppツアー『Hop Step Zeeeeeepp!!』        | 大阪：Zepp Osaka Bayside | 1回      |                                                                                   |
| 1月10日     | パンダドラゴン Zeppツアー『Hop Step Zeeeeeepp!!』        | 愛知：Zepp Nagoya | 1回      | オープングアクト：ReLIT                                                           |
| 1月14日     | パンダドラゴン ぱっち聖誕祭                              | 神奈川：横浜YTJホール | 1回      | 出演：ぱっち with パンダドラゴン                                                  |
| 1月23日     | パンダドラゴン Zeppツアー『Hop Step Zeeeeeepp!!』        | 北海道：Zepp Sapporo | 1回      | スペシャルゲスト：とみたけ・野崎弁当（MeseMoa.）                                  |
| 2月12〜13日 | パンダドラゴン 〜全国ライブハウスへいこうよ〜            | 香川：高松festhalle | 2回      |                                                                                   |
| 3月5日      | パンダドラゴン 〜全国ライブハウスへいこうよ〜            | 岡山：CRAZYMAMA KINGDOM | 2回      |                                                                                   |
| 3月31日     | パンダドラゴン Zeppツアー『Hop Step Zeeeeeepp!!』        | 福岡：Zepp Fukuoka | 1回      | オープングアクト：ReLIT                                                           |
| 4月9〜10日  | パンダドラゴン 〜全国ライブハウスへいこうよ〜            | 佐賀：LIVE HOUSE GEILS | 2回      |                                                                                   |
| 4月22日     | パンダドラゴン Zeppツアー『Hop Step Zeeeeeepp!!』        | 東京：Zepp Haneda | 1回      | パンダドラゴン 4周年記念公演 公演の一部がYouTubeにて公開されている                |
| 6月4〜5日   | パンダドラゴン 〜全国ライブハウスへいこうよ〜            | 静岡：SOUND SHOWER ark | 2回      |                                                                                   |
| 6月11日     | パンダドラゴン あづ聖誕祭                                | 東京：DD LIVE CAFE | 2回      |                                                                                   |
| 6月18日     | パンダドラゴン 〜全国ライブハウスへいこうよ〜            | 京都：京都 FANJ | 2回      |                                                                                   |
| 7月2日      | パンダドラゴン 〜全国ライブハウスへいこうよ〜            | 福島：郡山 HIP SHOT JAPAN | 2回      |                                                                                   |
| 7月16日     | パンダドラゴン なぎ聖誕祭                                | 東京：DD LIVE CAFE | 2回      |                                                                                   |
| 8月9日〜    | パンダドラゴン 全国47都道府県ツアー『#パラゴン拡散希望』 | 公演日／会場 8月9日【福井】福井県県民ホール 8月11日【新潟】新潟LOTS 8月18日【北海道】ペニーレーン24 8月21日【群馬】伊勢崎市文化会館 小ホール 8月22日【茨城】水戸ライトハウス 8月24日【大阪】umeda TRAD 8月25日【京都】京都FAN J 8月29日【富山】富山県教育文化会館 8月30日【埼玉】Heaven’s Rock さいたま新都心VJ-3 9月3日【福岡】Drum LOGOS 9月4日【山口】周南ライジングホール 9月10日【香川】festhalle 9月11日【徳島】club GRINDHOUSE 9月23日【石川】金沢EIGHT HALL 9月24日【長野】NAGANO CLUB JUNKBOX 10月1日【岐阜】岐阜Club-G 10月2日【三重】四日市CLUB ROOTS 10月9日【神奈川】LANDMARK HALL 10月15日【秋田】秋田Club SWINDLE 10月16日【青森】青森Quarter 10月23日【沖縄】桜坂セントラル 10月29日【島根】松江 B1 10月30日【鳥取】米子AZTiC laughs 11月2日【栃木】HEAVEN’S ROCK宇都宮VJ-2 11月5日【熊本】熊本B.9 V1 11月6日【鹿児島】鹿児島 CAPARVO HALL 11月12日【高知】高知CARAVAN SARY 11月13日【愛媛】松山WstudioRED 11月16日【宮崎】宮崎LAZARUS 11月17日【大分】大分DRUM Be-0 11月19日【長崎】長崎DRUM Be-7 11月20日【佐賀】佐賀GEILS 11月23日【山梨】甲府CONVICTION 11月26日【和歌山】和歌山シェルター 11月27日【奈良】奈良EVANS CASTLE HALL 12月1日【千葉】行徳文化ホールI&I 12月3日【山形】山形ミュージック昭和Session 12月4日【岩手】盛岡CLUB CHANGE WAVE 12月10日【岡山】岡山CRAZYMAMA KINGDOM 12月11日【広島】広島LIVE VANQUISH 12月13日【静岡】LIVE ROXY SHIZUOKA 12月17日【兵庫】神戸VARIT 12月18日【滋賀】滋賀U☆STONE 12月21日【愛知】ダイヤモンドホール 12月24日【宮城】仙台Rensa 12月25日【福島】郡山Hip Shot Japan | 2回      | セットリストは各公演ごとに変更される ご当地限定チケットが用意されている公演がある |
| 9月1日      | パンダドラゴン なるき聖誕祭                              | 東京：DD LIVE CAFE | 2回      |                                                                                   |
| 12月28日    | パンダドラゴン ようた聖誕祭                              | 東京：DD LIVE CAFE | 2回      |                                                                                   |

| 2023年       | 2023年 | 2023年                             | 2023年 | 2023年 |
| 公演日       | 公演名 | 会場                               | 公演数 | 備考 |
| ------------ | --- | ---------------------------------- | ------ | --- |
| 1月15日      | パンダドラゴン 全国47都道府県ツアー『#パラゴン拡散希望』FINAL                                                                  | 東京：中野サンプラザ               | 1回    | |
| 3月19日      | パンダドラゴン ぱっち聖誕祭2023                                                                                                | 東京：DD LIVE CAFE                 | 2回    | |
| 3月26日      | パンダドラゴン 1st ホールツアー『THE PARAGON KITCHEN』                                                                         | 福岡：福岡国際会議場 メインホール  | 2回    | 1部：トークメイン 2部：ライブメイン バックバンド：わんちゃんわんわんねこにゃんにゃん オープニングアクト：パラゴンベイビーズ（仮） |
| 4月2日       | パンダドラゴン 1st ホールツアー『THE PARAGON KITCHEN』                                                                         | 宮城：トークネットホール仙台       | 2回    | 1部：トークメイン 2部：ライブメイン バックバンド：わんちゃんわんわんねこにゃんにゃん オープニングアクト：パラゴンベイビーズ（仮） |
| 4月8〜9日    | パンダドラゴン 1st ホールツアー『THE PARAGON KITCHEN』                                                                         | 大阪：大阪メルパルクホール         | 2回    | 1部：トークメイン 2部：ライブメイン バックバンド：わんちゃんわんわんねこにゃんにゃん オープニングアクト：パラゴンベイビーズ（仮） |
| 4月22日      | パンダドラゴン 1st ホールツアー『THE PARAGON KITCHEN』                                                                         | 東京：パルテノン多摩               | 2回    | 1部：トークメイン 2部：ライブメイン バックバンド：わんちゃんわんわんねこにゃんにゃん オープニングアクト：パラゴンベイビーズ（仮） |
| 5月25日      | パンダドラゴン あづプロデュース公演『#パラゴン拡散希望』                                                                       | 神奈川：横浜YTJホール              | 2回    | セットリスト：GREEN（Ver.2） |
| 6月21日      | パンダドラゴン あづ聖誕祭2023                                                                                                  | 東京：カルチャーカルチャー         | 1回    | |
| 7月16日      | パンダドラゴン なぎ聖誕祭2023                                                                                                  | 東京：カルチャーカルチャー         | 1回    | |
| 8月1日       | 今年は色々やっちゃいます！帰ってきた！サマー・パラゴン2023 暑中お見舞い申し上げます 略して「サマ・パラ」〜出張フリーライブ編〜 | 千葉：セブンパークアリオ柏店       | 1回    | フリーライブ |
| 8月7日       | 今年は色々やっちゃいます！帰ってきた！サマー・パラゴン2023 暑中お見舞い申し上げます 略して「サマ・パラ」〜出張フリーライブ編〜 | 宮城：泉中央駅前広場               | 1回    | フリーライブ |
| 8月8日       | 今年は色々やっちゃいます！帰ってきた！サマー・パラゴン2023 暑中お見舞い申し上げます 略して「サマ・パラ」〜出張フリーライブ編〜 | 埼玉：⼤宮ステラタウンステラモール | 1回    | フリーライブ |
| 8月9日       | 今年は色々やっちゃいます！帰ってきた！サマー・パラゴン2023 暑中お見舞い申し上げます 略して「サマ・パラ」〜出張フリーライブ編〜 | 神奈川：アリオ橋本                 | 1回    | フリーライブ |
| 8月21日      | パンダドラゴン なるき聖誕祭2023                                                                                                | 東京：カルチャーカルチャー         | 1回    | |
| 9月16日      | 今年は色々やっちゃいます！帰ってきた！サマー・パラゴン2023 暑中お見舞い申し上げます 略して「サマ・パラ」〜ワンマンライブ編〜   | 東京：ヒューリックホール東京       | 2回    | １部：CDデビュー日近いから記念公演します！編 ２部：遂にファイナル！残暑お見舞い申し上げます編                                     |
| 10月3日      | 今年は色々やっちゃいます！帰ってきた！サマー・パラゴン2023 暑中お見舞い申し上げます 略して「サマ・パラ」〜フリーライブ編〜     | 愛知：アスナル金山                 | 1回    | フリーライブ 8月15日振替公演 |
| 10月23日     | パンダドラゴン たいが聖誕祭2023                                                                                                | 東京：カルチャーカルチャー         | 1回    | |
| 11月21日     | パンダドラゴン ライブハウスツアー2023『おもちゃばこ』                                                                          | 東京：新宿ReNY                     | 2回    | 1部：約１時間 2部：約２時間 |
| 11月25〜26日 | パンダドラゴン ライブハウスツアー2023『おもちゃばこ』                                                                          | 山形：山形ミュージック昭和Session  | 2回    | 1部：約１時間 2部：約２時間 |
| 12月1日      | パンダドラゴン ライブハウスツアー2023『おもちゃばこ』                                                                          | 大阪：umeda TRAD                   | 2回    | 1部：約１時間 2部：約２時間 |
| 12月2日      | パンダドラゴン ライブハウスツアー2023『おもちゃばこ』                                                                          | 京都：京都FANJ                     | 2回    | 1部：約１時間 2部：約２時間 |
| 12月10日     | パンダドラゴン ライブハウスツアー2023『おもちゃばこ』                                                                          | 秋田：秋田club SWINDLE             | 2回    | 1部：約１時間 2部：約２時間 |
| 12月16〜17日 | パンダドラゴン ライブハウスツアー2023『おもちゃばこ』                                                                          | 青森：青森Quarter                  | 2回    | 1部：約１時間 2部：約２時間 |
| 12月23〜24日 | パンダドラゴン ライブハウスツアー2023『おもちゃばこ』                                                                          | 福島：郡山Hip Shot Japan           | 2回    | 1部：約１時間 2部：約２時間 |
| 12月28日     | パンダドラゴン ライブハウスツアー2023『おもちゃばこ』                                                                          | 静岡：静岡ROXY                     | 2回    | 1部：約１時間 2部：約２時間 |
| 12月30日     | パンダドラゴン ようた聖誕祭2023                                                                                                | 東京：カルチャーカルチャー         | 1回    | |

| 2024年   | 2024年                                                                                       | 2024年                                | 2024年 | 2024年                                                                    |
| 公演日   | 公演名                                                                                       | 会場                                  | 公演数 | 備考                                                                      |
| -------- | -------------------------------------------------------------------------------------------- | ------------------------------------- | ------ | ------------------------------------------------------------------------- |
| 1月17日  | パンダドラゴン ライブハウスツアー2023『おもちゃばこ』追加公演                                | 東京：豊洲PIT                         | 2回    | 1部：約１時間 2部：約２時間                                               |
| 1月29日  | パンダドラゴン ぱっち聖誕祭2024                                                              | 東京：カルチャーカルチャー            | 1回    |                                                                           |
| 3月25日  | パンダドラゴン ウルトラリバイバルツアー 『カウントダウン5』〜#パラゴン拡散希望〜             | 東京：豊洲PIT                         | 1回    |                                                                           |
| 4月22日  | パンダドラゴン6周年記念イベント 〜れぺぜん・かわいい・じゃぱん！〜                           | 東京：大田区民ホール                  | 1回    |                                                                           |
| 5月31日  | パンダドラゴン ウルトラリバイバルツアー 『カウントダウン4』〜Hop Step Zeeeeeepp!!〜          | 東京：豊洲PIT                         | 1回    |                                                                           |
| 6月24日  | パンダドラゴン ウルトラリバイバルツアー 『カウントダウン3』〜ぱらごんといっしょ〜            | 東京：豊洲PIT                         | 1回    |                                                                           |
| 7月8日   | 夢喰NEON×パンダドラゴン 2MAN-LIVE                                                            | 東京：豊洲PIT                         | 1回    | 出演：夢喰NEON・パンダドラゴン                                            |
| 7月14日  | パンダドラゴン なぎ聖誕祭2024〜なぎちゃん大人への一歩コンサート〜                            | 東京：品川ステラボール                | 1回    | 出演：パンダドラゴン・ MeseMoa.・*ChocoLate Bomb!!・ReLIT・ナナクロニクル |
| 7月22日  | パンダドラゴン ウルトラリバイバルツアー 『カウントダウン2』〜授業参観〜                      | 東京：豊洲PIT                         | 1回    |                                                                           |
| 8月21日  | パンダドラゴン ウルトラリバイバルツアー 『カウントダウン1』〜はじめてのおつかい〜            | 東京：豊洲PIT                         | 1回    |                                                                           |
| 9月27日  | パンダドラゴン なるき聖誕祭2024                                                              | 神奈川：横浜YTJホール                 | 1回    |                                                                           |
| 10月12日 | パンダドラゴン ホールツアー2024『パラゴン学園 スター☆ロード』                                | 愛知：宮市民会館                      | 2回    | 1部：トークメイン 2部：ライブメイン                                       |
| 10月20日 | パンダドラゴン ホールツアー2024『パラゴン学園 スター☆ロード』                                | 宮城：トークネットホール仙台 大ホール | 2回    | 1部：トークメイン 2部：ライブメイン                                       |
| 10月25日 | パンダドラゴン たいが聖誕祭2024                                                              | 神奈川：横浜YTJホール                 | 1回    |                                                                           |
| 10月31日 | パンダドラゴン ホールツアー2024『パラゴン学園 スター☆ロード』                                | 埼玉：三郷市文化会館 大ホール         | 2回    | 1部：トークメイン 2部：ライブメイン                                       |
| 11月4日  | パンダドラゴン ホールツアー2024『パラゴン学園 スター☆ロード』                                | 大阪：大阪国際交流センター 大ホール   | 2回    | 1部：トークメイン 2部：ライブメイン                                       |
| 11月13日 | パンダドラゴン ホールツアー2024『パラゴン学園 スター☆ロード』                                | 北海道：札幌市教育文化会館 大ホール   | 2回    | 1部：トークメイン 2部：ライブメイン                                       |
| 11月22日 | パンダドラゴン ホールツアー2024『パラゴン学園 スター☆ロード』                                | 群馬：昌賢学園まえばしホール 大ホール | 2回    | 1部：トークメイン 2部：ライブメイン                                       |
| 11月29日 | パンダドラゴン ホールツアー2024『パラゴン学園 スター☆ロード』                                | 静岡：静岡市民文化会館 中ホール       | 2回    | 1部：トークメイン 2部：ライブメイン                                       |
| 12月12日 | パンダドラゴン ホールツアー2024『パラゴン学園 スター☆ロード』                                | 広島：JMSアステールプラザ 大ホール    | 2回    | 1部：トークメイン 2部：ライブメイン                                       |
| 12月16日 | パンダドラゴン ホールツアー2024『パラゴン学園 スター☆ロード』                                | 千葉：市川市文化会館 大ホール         | 2回    | 1部：トークメイン 2部：ライブメイン                                       |
| 12月22日 | パンダドラゴン ようた聖誕祭2024                                                              | 神奈川：横浜YTJホール                 | 1回    |                                                                           |
| 12月31日 | パンダドラゴン ホールツアー2024『パラゴン学園 スター☆ロード』カウントダウン プロムパーティー | 大阪：NHK大阪ホール                   | 2回    | 1部：トークメイン 2部：ライブメインのカウントダウンコンサート             |

| 2025年      | 2025年                                                                       | 2025年                            | 2025年 | 2025年                                          |
| 公演日      | 公演名                                                                       | 会場                              | 公演数 | 備考                                            |
| ----------- | ---------------------------------------------------------------------------- | --------------------------------- | ------ | ----------------------------------------------- |
| 1月25日     | パンダドラゴン ぱっち聖誕祭2025                                              | 東京：横浜YTJホール               | 1回    |                                                 |
| 3月14日     | パンダドラゴン 日本武道館公演『あいどるおぶぽっぷ!!!!!!』                    | 東京：日本武道館                  | 1回    | オープニングアクト：ReLIT・ナナクロニクル       |
| 4月22日     | パシフィコ横浜【第1部】 あづプロデュース 卒業公演『きっとずっと同じ空の下』  | 神奈川：パシフィコ横浜            | 1回    | オープニングアクト：ラムネ商店街・Milky Monster |
| 4月22日     | パシフィコ横浜【第2部】 パンダドラゴン 7周年記念イベント『コングラッチュ!!』 | 神奈川：パシフィコ横浜            | 1回    | オープニングアクト：ReLIT・ナナクロニクル       |
| 5月18日     | 1stファンクラブツアー ヴィーナス・ゼウス♡大感謝祭 ～いつもありがとう～       | 愛知：岡谷鋼機名古屋公会堂        | 1回    | ゲスト：むとパン                                |
| 5月24日     | 1stファンクラブツアー ヴィーナス・ゼウス♡大感謝祭 ～いつもありがとう～       | 群馬：昌賢学園まえばしホール      | 1回    | ゲスト：むとパン                                |
| 6月7日      | 1stファンクラブツアー ヴィーナス・ゼウス♡大感謝祭 ～いつもありがとう～       | 北海道：札幌市教育文化会館        | 1回    | ゲスト：むとパン                                |
| 6月26日     | 1stファンクラブツアー ヴィーナス・ゼウス♡大感謝祭 ～いつもありがとう～       | 東京：Zepp Haneda                 | 1回    | ゲスト：むとパン                                |
| 7月19日     | ホールツアー2025 パラゴンなつまちゅり ゴンアゲ！PANDA☆DISCO                  | 大阪：NHK大阪ホール               | 1回    | 1部：約1時間 2部：約2時間                       |
| 7月20日     | ホールツアー2025 パラゴンなつまちゅり ゴンアゲ！PANDA☆DISCO                  | 大阪：NHK大阪ホール               | 2回    | 1部：約1時間 2部：約2時間                       |
| 7月26〜27日 | ホールツアー2025 パラゴンなつまちゅり ゴンアゲ！PANDA☆DISCO                  | 福岡：福岡国際会議場 メインホール | 2回    | 1部：約1時間 2部：約2時間                       |
| 8月11日     | ホールツアー2025 パラゴンなつまちゅり ゴンアゲ！PANDA☆DISCO                  | 愛知：アイプラザ豊橋 講堂         | 2回    | 1部：約1時間 2部：約2時間                       |
| 8月23日     | ホールツアー2025 パラゴンなつまちゅり ゴンアゲ！PANDA☆DISCO                  | 東京：東京国際フォーラム ホールA  | 1回    | 1部：約1時間 2部：約2時間                       |

※（★）は無観客で行われた配信限定ライブ

### CDリリースイベント
| 1stシングル『恋してBAILA!』フリーライブツアー | 1stシングル『恋してBAILA!』フリーライブツアー | 1stシングル『恋してBAILA!』フリーライブツアー | 1stシングル『恋してBAILA!』フリーライブツアー |
| 公演日                                        | 会場                                          | 備考                                          |                                               |
| 2018年                                        | 2018年                                        | 2018年                                        |                                               |
| --------------------------------------------- | --------------------------------------------- | --------------------------------------------- | --------------------------------------------- |
| 9月22日                                       | 東京：お台場ヴィーナスフォート教会広場        | 同時開催イベント：第2回からだREBORNフェスタ   |                                               |
| 9月29日                                       | 北海道：ラソラ札幌                            |                                               |                                               |
| 10月6日                                       | 大阪：ツイン21                                |                                               |                                               |
| 10月8日                                       | 愛知：ナディアパーク 2Fアトリウム             |                                               |                                               |
| 10月14日                                      | 宮城：E Beans仙台                             |                                               |                                               |

| 2ndシングル『VIVA! チャイナ』フリーライブツアー | 2ndシングル『VIVA! チャイナ』フリーライブツアー             | 2ndシングル『VIVA! チャイナ』フリーライブツアー         | 2ndシングル『VIVA! チャイナ』フリーライブツアー |
| 公演日                                          | 会場                                                        | 備考                                                    |                                                 |
| 2019年                                          | 2019年                                                      | 2019年                                                  |                                                 |
| ----------------------------------------------- | ----------------------------------------------------------- | ------------------------------------------------------- | ----------------------------------------------- |
| 7月31日                                         | 東京：平和島HY TOWN HALL                                    |                                                         |                                                 |
| 8月26日                                         | 愛知：イオンモール大高・１Ｆ グリーンコート                 |                                                         |                                                 |
| 9月1日                                          | 大阪：もりのみやキューズモールＢＡＳＥ・１Ｆ ＢＡＳＥパーク |                                                         |                                                 |
| 10月14日                                        | 神奈川：小田原ダイナシティ ウエスト1Fキャニオンステージ     | オータムスペシャル パンダドラゴン フリーライブ          |                                                 |
| 10月25日                                        | 愛知：アスナル金山・明日なる！広場                          | 1st単独ツアー『はじめてのおつかい』おかわりフリーライブ |                                                 |

| 3rdシングル『あゝ雪月花』フリーライブツアー | 3rdシングル『あゝ雪月花』フリーライブツアー     | 3rdシングル『あゝ雪月花』フリーライブツアー | 3rdシングル『あゝ雪月花』フリーライブツアー |
| 公演日                                      | 会場                                            | 備考                                        |                                             |
| 2019年                                      | 2019年                                          | 2019年                                      |                                             |
| ------------------------------------------- | ----------------------------------------------- | ------------------------------------------- | ------------------------------------------- |
| 12月14日                                    | 福岡：リバーウォーク北九州 ミスティックコート   |                                             |                                             |
| 12月27日                                    | 東京：東京ドームシティ ラクーアガーデンステージ | 「あゝ雪月花」ライブ映像                    |                                             |
| 12月29日                                    | 兵庫：あまがさきキューズモール 2F緑遊広場       |                                             |                                             |
| 12月30日                                    | 愛知：近鉄パッセ 屋上イベントステージ           |                                             |                                             |

| 4thシングル『NEO TRAVELER』フリーライブ | 4thシングル『NEO TRAVELER』フリーライブ | 4thシングル『NEO TRAVELER』フリーライブ | 4thシングル『NEO TRAVELER』フリーライブ |
| 公演日                                  | 会場                                    | 備考                                    |                                         |
| 2021年                                  | 2021年                                  | 2021年                                  |                                         |
| --------------------------------------- | --------------------------------------- | --------------------------------------- | --------------------------------------- |
| 1月29日                                 | YouTube公式チャンネル                   | オンラインフリーライブ                  |                                         |
| 3月16日                                 | 東京：池袋サンシャインシティ 噴水広場   |                                         |                                         |

| 5thシングル『サファリズム DE ね〜しょん！！』フリーライブ | 5thシングル『サファリズム DE ね〜しょん！！』フリーライブ | 5thシングル『サファリズム DE ね〜しょん！！』フリーライブ | 5thシングル『サファリズム DE ね〜しょん！！』フリーライブ |
| 公演日                                                    | 会場                                                      | 備考                                                      |                                                           |
| 2021年                                                    | 2021年                                                    | 2021年                                                    |                                                           |
| --------------------------------------------------------- | --------------------------------------------------------- | --------------------------------------------------------- | --------------------------------------------------------- |
| 9月10日                                                   | 東京：池袋サンシャインシティ 噴水広場                     | イベントの一部をYouTubeにて配信                           |                                                           |

| 6thシングル『決戦！ヴァレンティーノ』フリーライブ | 6thシングル『決戦！ヴァレンティーノ』フリーライブ | 6thシングル『決戦！ヴァレンティーノ』フリーライブ | 6thシングル『決戦！ヴァレンティーノ』フリーライブ |
| 公演日                                            | 会場                                              | 備考                                              |                                                   |
| 2022年                                            | 2022年                                            | 2022年                                            |                                                   |
| ------------------------------------------------- | ------------------------------------------------- | ------------------------------------------------- | ------------------------------------------------- |
| 2月16日                                           | 東京：池袋サンシャインシティ 噴水広場             | イベントの一部をYouTubeにて配信                   |                                                   |

| 7thシングル『万国みゅ〜じっく』フリーライブツアー | 7thシングル『万国みゅ〜じっく』フリーライブツアー | 7thシングル『万国みゅ〜じっく』フリーライブツアー | 7thシングル『万国みゅ〜じっく』フリーライブツアー |
| 公演日                                            | 会場                                              | 備考                                              |                                                   |
| 2022年                                            | 2022年                                            | 2022年                                            |                                                   |
| ------------------------------------------------- | ------------------------------------------------- | ------------------------------------------------- | ------------------------------------------------- |
| 6月30日                                           | 東京：池袋サンシャインシティ 噴水広場             | イベントの一部をYouTubeにて配信                   |                                                   |
| 7月8日                                            | 大阪：あべのキューズモール ３Ｆスカイコート       | イベントの一部をYouTubeにて配信                   |                                                   |

| 3rdアルバム『FEBRUARY』フリーライブツアー | 3rdアルバム『FEBRUARY』フリーライブツアー | 3rdアルバム『FEBRUARY』フリーライブツアー | 3rdアルバム『FEBRUARY』フリーライブツアー |
| 公演日                                    | 会場                                      | 備考                                      |                                           |
| 2023年                                    | 2023年                                    | 2023年                                    |                                           |
| ----------------------------------------- | ----------------------------------------- | ----------------------------------------- | ----------------------------------------- |
| 2月20日                                   | 東京：池袋サンシャインシティ 噴水広場     | イベントの一部をYouTubeにて配信           |                                           |
| 3月12日                                   | 大阪：もりのみやキューズモールBASE        |                                           |                                           |

| 8thシングル『愉快痛快！ホアロハ！』フリーライブツアー | 8thシングル『愉快痛快！ホアロハ！』フリーライブツアー | 8thシングル『愉快痛快！ホアロハ！』フリーライブツアー | 8thシングル『愉快痛快！ホアロハ！』フリーライブツアー |
| 公演日                                                | 会場                                                  | 備考                                                  |                                                       |
| 2023年                                                | 2023年                                                | 2023年                                                |                                                       |
| ----------------------------------------------------- | ----------------------------------------------------- | ----------------------------------------------------- | ----------------------------------------------------- |
| 7月14日                                               | 東京：池袋サンシャインシティ 噴水広場                 | イベントの一部をYouTubeにて配信                       |                                                       |
| 7月21日                                               | 大阪：もりのみやキューズモールBASE                    |                                                       |                                                       |
| 7月27日                                               | 福岡：リバーウォーク北九州                            |                                                       |                                                       |

| 9thシングル『Crack／パLIFE！パLIKE！パLOUGH！パLOVE！』フリーライブツアー | 9thシングル『Crack／パLIFE！パLIKE！パLOUGH！パLOVE！』フリーライブツアー | 9thシングル『Crack／パLIFE！パLIKE！パLOUGH！パLOVE！』フリーライブツアー | 9thシングル『Crack／パLIFE！パLIKE！パLOUGH！パLOVE！』フリーライブツアー |
| 公演日                                                                    | 会場                                                                      | 備考                                                                      |                                                                           |
| 2023年                                                                    | 2023年                                                                    | 2023年                                                                    |                                                                           |
| ------------------------------------------------------------------------- | ------------------------------------------------------------------------- | ------------------------------------------------------------------------- | ------------------------------------------------------------------------- |
| 10月20日                                                                  | 東京：池袋サンシャインシティ 噴水広場                                     | イベントの一部をYouTubeにて配信                                           |                                                                           |
| 10月21日                                                                  | 大阪：セブンパーク天美                                                    |                                                                           |                                                                           |
| 11月2日                                                                   | 東京：池袋サンシャインシティ 噴水広場                                     |                                                                           |                                                                           |
| 12月26日                                                                  | 東京：ダイバーシティ東京 プラザ2Fフェスティバル広場                       | 〈全国流通盤〉発売記念イベント                                            |                                                                           |
| 2024年                                                                    |                                                                           |                                                                           |                                                                           |
| 1月16日                                                                   | 東京：池袋サンシャインシティ 噴水広場                                     | 〈全国流通盤〉発売記念イベント                                            |                                                                           |

| コラボレーション企画シングル『トキメキ UNITED』フリーライブ | コラボレーション企画シングル『トキメキ UNITED』フリーライブ | コラボレーション企画シングル『トキメキ UNITED』フリーライブ | コラボレーション企画シングル『トキメキ UNITED』フリーライブ |
| 公演日                                                      | 会場                                                        | 備考                                                        |                                                             |
| 2024年                                                      | 2024年                                                      | 2024年                                                      |                                                             |
| ----------------------------------------------------------- | ----------------------------------------------------------- | ----------------------------------------------------------- | ----------------------------------------------------------- |
| 1月28日                                                     | 東京：ららぽーと豊洲 シーサイドデッキメインステージ         |                                                             |                                                             |
| 2月24日                                                     | 東京：ららぽーと豊洲 シーサイドデッキメインステージ         |                                                             |                                                             |
| 4月4日                                                      | 東京：池袋サンシャインシティ 噴水広場                       | 出演：あづたいが from パンダドラゴン                        |                                                             |

| 10thシングル『じゃぱかわんだほ〜』フリーライブツアー | 10thシングル『じゃぱかわんだほ〜』フリーライブツアー | 10thシングル『じゃぱかわんだほ〜』フリーライブツアー | 10thシングル『じゃぱかわんだほ〜』フリーライブツアー |
| 公演日                                               | 会場                                                 | 備考                                                 |                                                      |
| 2024年                                               | 2024年                                               | 2024年                                               |                                                      |
| ---------------------------------------------------- | ---------------------------------------------------- | ---------------------------------------------------- | ---------------------------------------------------- |
| 4月29日                                              | 埼玉：イオンレイクタウンmori                         |                                                      |                                                      |
| 4月30日                                              | 東京：ららぽーと豊洲 シーサイドデッキメインステージ  |                                                      |                                                      |
| 5月3日                                               | 愛知：ららぽーと名古屋みなとアクルス                 |                                                      |                                                      |
| 5月5日                                               | 大阪：もりのみやキューズモールBASE                   |                                                      |                                                      |
| 5月11日                                              | 福岡：リバーウォーク北九州                           |                                                      |                                                      |
| 5月26日                                              | 北海道：サッポロファクトリー アトリウム              |                                                      |                                                      |

| 11thシングル『ないとびふぉーあだんす／パLIFE！パLIKE！パLOUGH！パLOVE！』フリーライブツアー | 11thシングル『ないとびふぉーあだんす／パLIFE！パLIKE！パLOUGH！パLOVE！』フリーライブツアー | 11thシングル『ないとびふぉーあだんす／パLIFE！パLIKE！パLOUGH！パLOVE！』フリーライブツアー | 11thシングル『ないとびふぉーあだんす／パLIFE！パLIKE！パLOUGH！パLOVE！』フリーライブツアー |
| 公演日                                                                                      | 会場                                                                                        | 備考                                                                                        |                                                                                             |
| 2024年                                                                                      | 2024年                                                                                      | 2024年                                                                                      |                                                                                             |
| ------------------------------------------------------------------------------------------- | ------------------------------------------------------------------------------------------- | ------------------------------------------------------------------------------------------- | ------------------------------------------------------------------------------------------- |
| 7月28日                                                                                     | 東京：ダイバーシティ東京 プラザ2Fフェスティバル広場                                         |                                                                                             |                                                                                             |
| 8月3日                                                                                      | 東京：ららぽーと豊洲 シーサイドデッキメインステージ                                         |                                                                                             |                                                                                             |
| 8月4日                                                                                      | 愛知：ららぽーと名古屋みなとアクルス                                                        |                                                                                             |                                                                                             |
| 8月10日                                                                                     | 大阪：あべのキューズモール ３Ｆスカイコート                                                 |                                                                                             |                                                                                             |
| 8月23〜24日                                                                                 | 東京：ダイバーシティ東京 プラザ2Fフェスティバル広場                                         |                                                                                             |                                                                                             |
| 9月3日                                                                                      | 東京：池袋サンシャインシティ 噴水広場                                                       |                                                                                             |                                                                                             |
| 9月7日                                                                                      | 千葉：ららぽーと柏の葉 センタープラザ                                                       |                                                                                             |                                                                                             |
| 9月8日                                                                                      | 東京：ダイバーシティ東京 プラザ2Fフェスティバル広場                                         |                                                                                             |                                                                                             |
| 9月14日                                                                                     | 神奈川：アリオ橋本 イベント広場                                                             |                                                                                             |                                                                                             |
| 9月16日                                                                                     | 東京：ららぽーと立川立飛 イベント広場                                                       |                                                                                             |                                                                                             |
| 9月17日                                                                                     | 東京：池袋サンシャインシティ 噴水広場                                                       |                                                                                             |                                                                                             |
| 9月20日                                                                                     | 東京：ららぽーと豊洲 シーサイドデッキメインステージ                                         |                                                                                             |                                                                                             |
| 9月21日                                                                                     | 東京：有明ガーデン3Ｆ みんなのテラス                                                        |                                                                                             |                                                                                             |
| 9月22日                                                                                     | 埼玉：イオンレイクタウンmori                                                                |                                                                                             |                                                                                             |

| 4thアルバム『パラゴン学園 スター☆ロード 〜Special Album〜』フリーライブツアー | 4thアルバム『パラゴン学園 スター☆ロード 〜Special Album〜』フリーライブツアー | 4thアルバム『パラゴン学園 スター☆ロード 〜Special Album〜』フリーライブツアー | 4thアルバム『パラゴン学園 スター☆ロード 〜Special Album〜』フリーライブツアー |
| 公演日                                                                        | 会場                                                                          | 備考                                                                          |                                                                               |
| 2025年                                                                        | 2025年                                                                        | 2025年                                                                        |                                                                               |
| ----------------------------------------------------------------------------- | ----------------------------------------------------------------------------- | ----------------------------------------------------------------------------- | ----------------------------------------------------------------------------- |
| 2月10日                                                                       | 大阪： セブンパーク天美 1F AMAMI STADIUM                                      |                                                                               |                                                                               |
| 2月21日                                                                       | 東京：ダイバーシティ東京 プラザ2Fフェスティバル広場                           |                                                                               |                                                                               |

| 12thシングル『マジ☆まじない』フリーライブツアー | 12thシングル『マジ☆まじない』フリーライブツアー     | 12thシングル『マジ☆まじない』フリーライブツアー | 12thシングル『マジ☆まじない』フリーライブツアー |
| 公演日                                          | 会場                                                | 備考                                            |                                                 |
| 2025年                                          | 2025年                                              | 2025年                                          |                                                 |
| ----------------------------------------------- | --------------------------------------------------- | ----------------------------------------------- | ----------------------------------------------- |
| 5月5日                                          | 埼玉：イオンレイクタウンmori                        |                                                 |                                                 |
| 5月8日                                          | 東京：サンシャインシティ 噴水広場                   | イベントの一部をYouTubeにて配信                 |                                                 |
| 5月11日                                         | 東京：昭島モリタウン                                |                                                 |                                                 |
| 5月17日                                         | 愛知：イオンモール常滑                              |                                                 |                                                 |
| 6月1日                                          | 福岡：キャナルシティ博多                            |                                                 |                                                 |
| 6月8日                                          | 北海道：サッポロファクトリー                        |                                                 |                                                 |
| 6月15日                                         | 埼玉：イオンレイクタウンkaze                        |                                                 |                                                 |
| 6月29日                                         | 兵庫：あまがさきキューズモール                      |                                                 |                                                 |
| 7月5日                                          | 千葉：ららぽーと柏の葉                              |                                                 |                                                 |
| 7月6日                                          | 千葉：イオンモール幕張新都心                        |                                                 |                                                 |
| 7月7日                                          | 東京：ダイバーシティ東京 プラザ2Fフェスティバル広場 |                                                 |                                                 |
| 7月12日                                         | 神奈川：日本丸メモリアルパークアリーナ              |                                                 |                                                 |
| 7月16日                                         | 東京：KABUKICHO TOWER STAGE                         |                                                 |                                                 |